# Барон (мова)
Барон (Baronh, буквально: мова Аб) — штучна мова, створена Хіроюкі Моріокою. Нею розмовляють Аб, раса людей, що знаходяться в центрі літературної серії «Seikai» («Герб Зірок», «Стяг Зірок», «Фрагмент Зірок»). Існування цієї мови та її специфічного алфавіту під назвою Ат, які присутні як в романах, так і в аніме, сприяє реалізму історії. Хіроюкі Моріока розробляв мову «Барон» (баронх) протягом своєї роботи, що іноді призводить до деяких невідповідностей, зокрема щодо транскрипції алфавіту «Ат».

## Походження
Мова «Барон» походить від стародавньої японської мови, якою розмовляли до початку IX століття і яка зафіксована в «Коджікі», «Манйошю» та інших стародавніх документах. Це не зовсім стародавня мова, а її реконструкція, яка отримала назву «мова Такамагахара» на честь міфічного неба в «Коджікі». У «Гербі Зірок» японські революціонери, які прагнули позбутися іноземного впливу на японську мову, створили власну «очищену» версію, в якій були вилучені запозичені слова та вирази і відроджені стародавні. Саме ці революціонери заснували колонію, яка створила Аб, надавши їм свою мову.
Після того, як Аб були звільнені з рабства, їхня мова швидко, за кілька поколінь, змінилася на ту форму, яку ми бачимо у художніх творах Моріоки. Оскільки Аб, бувши рабами, не мали права писати, вони не мали писемності, і це є головною причиною, чому ця зміна відбулася так швидко. Для написання мови Барон було створено алфавіт під назвою Ат, що означає «літера», який певною мірою базується на японській кана.

## Алфавіт

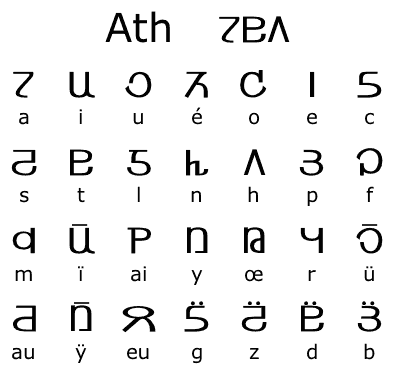
Абетка «Ат»

Аб розробили власний алфавіт під назвою Ат (літера), деякі символи якого дуже нагадують кану.
Звичайна латинська транслітерація цього алфавіту в порядку:
a, i, u, é, o, e, c, s, t, l, n, h, p, f, m, ï, ai (è), y, œ, r, ü, au (ɔ), ÿ, eu (ø), g, z, d, b.
Вимова слів Baron викликає деякі труднощі. Кожна літера відповідає певному звуку. Транскрипція Ат офіційно використовується в Людській Імперії Аб.